# Liste des édifices labellisés « Patrimoine du XXe siècle » de l'Orne
La liste des édifices labellisés « Patrimoine du XXe siècle » de l'Orne recense de manière exhaustive les édifices disposant du label officiel français « Patrimoine du XXe siècle » situés dans le département français de l'Orne. Chacun de ces édifices est accompagné de sa notice sur la base Mérimée et de sa date de labellisation

## Liste
| Monument                         | Commune                | Adresse                    | Coordonnées                        | Notice         | Date | Illustration                     |
| -------------------------------- | ---------------------- | -------------------------- | ---------------------------------- | -------------- | ---- | -------------------------------- |
| Minoterie de Couterne            | Couterne               | Petite-Vitesse (rue de la) | 48° 30′ 34″ nord, 0° 24′ 58″ ouest | « PA00135520 » | 1995 | Minoterie de Couterne            |
| Église Saint-Julien de Domfront  | Domfront               | Commerce (place du)        | 48° 35′ 36″ nord, 0° 38′ 52″ ouest | « PA00125312 » | 1993 | Église Saint-Julien de Domfront  |
| Chapelle du Souvenir             | Flers                  | Champ-de-Foire (rue du)    | 48° 44′ 51″ nord, 0° 33′ 38″ ouest | « PA61000042 » | 2006 | Chapelle du Souvenir             |
| Hippodrome de Mortagne-au-Perche | Mortagne-au-Perche     |                            | 48° 31′ 13″ nord, 0° 32′ 24″ est   | « PA61000002 » | 1996 | Hippodrome de Mortagne-au-Perche |
| Maison Lods                      | Sérigny                |                            | 48° 22′ 16″ nord, 0° 34′ 51″ est   | « PA61000031 » | 2003 | Image manquante Téléverser       |
| Église Saint-Pierre              | Saint-Pierre-du-Regard | 6, rue de la Roque         | 48° 50′ 33″ nord, 0° 32′ 53″ ouest | « EA61000010 » | 2002 | Église Saint-Pierre              |
| Église Saint-Michel              | Argentan               | rue Jeanne-d'Arc           | 48° 44′ 51″ nord, 0° 00′ 37″ ouest | « EA61000005 » | 2002 | Église Saint-Michel              |